# Angels of Distress
| Críticas profissionais | Críticas profissionais |
| Avaliações da crítica  | Avaliações da crítica  |
| Fonte                  | Avaliação              |
| ---------------------- | ---------------------- |
| AllMusic               | [ 1 ]                  |

Angels of Distress é o segundo álbum de estúdio da banda finlandesa de funeral doom metal Shape of Despair, lançado em 25 de setembro de 2001 pela Spikefarm Records e foi masterizado no estúdio Finnvox por Mika Jussila.

## Faixas
Músicas e letras de autoria de Jarno Salomaa entre 1997 e 1999.
| N.º            | Título                       | Duração |  |
| 1.             | "Fallen"                     | 6:09    |  |
| 2.             | "Angels of Distress"         | 9:43    |  |
| 3.             | "Quiet These Paintings Are"  | 14:40   |  |
| 4.             | "...To Live for My Death..." | 17:22   |  |
| 5.             | "Night's Dew"                | 7:00    |  |
| Duração total: | Duração total:               | 54:54   |  |

## Créditos
Shape of Despair
- Jarno Salomaa - guitarra principal e sintetizador
- Tomi Ullgren - baixo e guitarra rítmica
- Natalie Koskinen - vocal feminino
- Samu Ruotsalainen - bateria
- Pasi Koskinen - gutural e vocal limpo

Participação
- Toni Raehalme - violino